# Mårten Trotzigs Gränd
Mårten Trotzigs gränd er et smalt træde i Gamla stan, der er den gamle del af Stockholm, Sverige. Den går fra Västerlånggatan og Järntorget op til Prästgatan og Tyska Stallplan. Strædet har en trappe med 37 trin, der blot er 90 cm bredde, hvilket gør det til den smalleste gade i Stockholm.
Den er navngivet efter en tysk købmand, der kom til byen i slytningen af 1500-tallet, men det er uvist præcis hvornår den har fået navn. Det er dog seneste sket i 1733.